# Метод Шюфтана
Зеркально-перспективное совмещение Шю́фтана — оптическая технология комбинированной киносъёмки, названная в честь разработавшего её кинооператора Ойгена Шюфтана, и использовавшаяся в кинематографе первой половины XX века. Позднее уступила место более совершенным методам блуждающей маски и синего экрана.
Прообразом технологии Шюфтана можно считать иллюзионный приём, известный как призрак Пеппера. Методика основана на перспективном совмещении объектов съёмки разных масштабов при помощи полупрозрачного зеркала, установленного под углом 45° перед объективом киносъёмочного аппарата. При этом в поле зрения камеры одновременно попадают объекты, расположенные прямо перед ней, и отражение находящихся сбоку. Точность совмещения и правильность масштаба при этом можно контролировать через видоискатель кинокамеры со сквозным визированием. Различные части фронтальной и боковой сцен можно скрывать удалением соответствующих фрагментов отражающего слоя зеркала. Главным достоинством технологии была возможность совмещения макетов с объектами в натуральную величину. Например, актёры могли быть сняты на фоне здания, роль которого выполняла его уменьшенная копия, тогда как на экране макет выглядел соразмерным остальной сцене. Таким образом удавалось обходиться без дорогостоящего строительства натурных декораций, снимая вместо них небольшие макеты несуществующих в реальности сооружений. 
Впервые метод Шюфтана использован в 1924 году в фильме «Ревность», однако наиболее известны картины «Метрополис» и «Фауст», в которых эффект широко применялся.